# Караджинська бухта
Караджинська бухта (крим. Qara Acı körfezi, К'ара Аджи корьфезі) — бухта Каркінітської затоки Чорного моря. Омиває два населених пункти: Оленівку і Маяк Чорноморського району (АРК, Україна).
Берегова лінія переважно піщано-черепашникова. Найбільша глибина — 22 м. Довжина берегової лінії — 8 км.

## Походження назви
Існує кілька версій що до походження назви. «Караджа» в перекладі з тюркської — сарна. Також «карадж» — особливий вид податку з немусульманського населення.